# Direcció general de Cartera Bàsica de Serveis del Sistema Nacional de Salut i Farmàcia
La Direcció general de Cartera Bàsica de Serveis del Sistema Nacional de Salut i Farmàcia és un òrgan de gestió de la Secretaria General de Sanitat i Consum del Ministeri de Sanitat, Consum i Benestar Social que li correspon l'elaboració i avaluació de la cartera comuna de serveis del Sistema Nacional de Salut; el desenvolupament del Fons de Cohesió Sanitària i del Fons de Garantia Assistencial, així com l'elaboració de la normativa en aquestes matèries; l'adreça, desenvolupament i execució de la política farmacèutica del Departament, així com l'exercici de les funcions que competeixen a l'Estat en matèria de finançament públic i de fixació del preu dels medicaments i productes sanitaris dispensats a través de recepta oficial, així com la determinació de les condicions especials de la seva prescripció i dispensació en el Sistema Nacional de Salut, en particular l'establiment de visats previs a la dispensació. També li correspon exercir la potestat sancionadora quan realitzi funcionis inspectores i vetllar per l'aplicació de les normes nacionals i europees en matèria d'assistència sanitària transfronterera, reproducció humana assistida i cèl·lules reproductores.
En el marc de la Llei 16/2003, de 28 de maig, la Direcció general de Cartera Bàsica de Serveis del Sistema Nacional de Salut i Farmàcia estableix els criteris generals i comuns per al desenvolupament de la col·laboració de les oficines de farmàcia, per mitjà de concerts que garanteixin als ciutadans la dispensació en condicions d'igualtat efectiva en tot el territori nacional, independentment del seu comunitat autònoma de residència.

## Funcions
Les funcions de la Direcció general es regulen en l'article 8 del Reial decret 1047/2018:
- Coordinar amb les comunitats autònomes les mesures i actuacions relacionades amb la prestació farmacèutica i l'ordenació farmacèutica del Sistema Nacional de Salut a través de la seva Consell Interterritorial; proposar les exigències i requisits que han de ser de general aplicació en les receptes i ordres hospitalàries; establir els criteris generals i comuns per al desenvolupament de la col·laboració de les oficines de farmàcia, per mitjà de concerts que garanteixin als ciutadans la dispensació en condicions d'igualtat efectiva en tot el territori nacional, independentment de la seva comunitat autònoma de residència i coordinar amb les comunitats autònomes la informació sobre utilització de medicaments i productes sanitaris dispensats a través de recepta oficial i adoptar mesures per assegurar el seu ús racional.
- Gestionar la informació relativa al finançament amb fons públics i el preu de medicaments i productes sanitaris dispensats a través de recepta oficial, així com mantenir actualitzades les bases de dades corresponents; gestionar la informació agregada resultant del processament de receptes del Sistema Nacional de Salut i mantenir les bases de dades relatives a sistemes d'informació en l'àmbit de la seva competència; gestionar la informació agregada resultant de la informació relativa a les compres de medicaments i productes sanitaris realitzats a través dels corresponents serveis de farmàcia pels hospitals del Sistema Nacional de Salut.
- Controlar la publicitat de medicaments d'ús humà, d'acord amb els requisits establerts en el text refós de la Llei de garanties i ús racional dels medicaments i productes sanitaris, i altres normes d'aplicació. Així mateix, li correspon vetllar pel compliment del que es disposa en l'article 80 del citat text refós en relació amb els productes sanitaris i vetllar perquè la informació sobre medicaments que se subministra als professionals sanitaris respongui als criteris de qualitat adequats.
- Coordinar el desenvolupament de programes d'educació sanitària orientats a promoure l'ús racional del medicament com a garantia de qualitat i seguretat per als ciutadans.
- Participar en l'elaboració de la normativa en les matèries assenyalades en els paràgrafs anteriors, així com en la gestió de la formació farmacèutica especialitzada i en la promoció de l'atenció farmacèutica i la formació continuada. Igualment li correspon estudiar, dissenyar i avaluar els procediments de gestió relatius a les matèries assenyalades en els paràgrafs anteriors i promoure l'establiment de línies de col·laboració, acords i plataformes amb Administracions públiques, organismes, fundacions, indústria privada biotecnològica i farmacèutica que permetin la translació dels avanços científics al Sistema Nacional de Salut.
- Instruir i resoldre els procediments derivats de les infraccions relacionades amb les funcions i competències d'aquesta Direcció general en matèria de farmàcia i promoure l'adopció de mesures cautelars i de control corresponents. Igualment li correspon informar sobre els recursos plantejats en matèria de farmàcia.
- Resoldre sobre el finançament o no finançament públic de cada medicament i de les seves indicacions, i de cada producte sanitari dispensat a través de recepta oficial, i determinar, si escau, la incorporació del cupó precinto, amb les característiques que en general i per a cada cas concret corresponguin, així com les condicions de prescripció i dispensació dels medicaments en l'àmbit del Sistema Nacional de Salut, en particular, l'establiment de visats previs a la dispensació; assignar el codi nacional dels productes sanitaris inclosos en la prestació farmacèutica.
- Subministrar suport tècnic i administratiu a la Comissió Interministerial de Preus dels Medicaments en tot el relatiu a fixació de preus industrials màxims dels medicaments i productes sanitaris que vagin a ser inclosos en la prestació farmacèutica del Sistema Nacional de Salut, en les revisions de preus dels medicaments i dels productes sanitaris dispensats a través de recepta oficial que, inclosos en la prestació farmacèutica del Sistema Nacional de Salut, es troben ja al mercat i en la fixació dels preus dels medicaments genèrics.
- Formular propostes al titular del Departament en relació amb les condicions de finançament, en l'àmbit del Sistema Nacional de Salut i amb càrrec al finançament públic de medicaments ja autoritzats i productes sanitaris dispensats a través de recepta oficial i en relació amb la gratuïtat o participació en el pagament, per part dels malalts, dels medicaments i productes sanitaris que els proporcioni el Sistema Nacional de Salut; tramitar administrativament l'oferta al Sistema Nacional de Salut de medicaments, així com de productes sanitaris dispensats a través de recepta oficial.
- Elaborar i aplicar les revisions generalitzades de preus dels medicaments ja comercialitzades, així com proposar la fixació i revisió dels preus màxims dels productes sanitaris dispensats a través de recepta oficial; emetre informes i formular propostes sobre els preus o marges corresponents a la distribució i dispensació de medicaments i productes sanitaris, així com la realització d'informes periòdics sobre evolució de la despesa pública farmacèutic.
- Elaborar els informes per a la Comissió Delegada del Govern per a Assumptes Econòmics sobre les actuacions en matèria de preus dels medicaments i productes sanitaris dispensats a través de recepta oficial, i pel Consell Interterritorial del Sistema Nacional de Salut dels preus dels medicaments i productes sanitaris inclosos en la prestació farmacèutica del Sistema Nacional de Salut.
- Formular propostes en relació amb les exclusions totals o parcials dels medicaments de la prestació farmacèutica del Sistema Nacional de Salut.
- Gestionar l'ingrés de les aportacions per volum de vendes al Sistema Nacional de Salut.
- Unificar i garantir l'assegurament sanitari.
- Elaborar i actualitzar la cartera comuna de serveis del Sistema Nacional de Salut, definir la política d'ordenació de prestacions, coordinar les activitats relacionades, així com definir les garanties de les prestacions sanitàries.
- Coordinar la xarxa d'organismes públics d'avaluació de tecnologies, prestacions i serveis sanitaris dirigits a fonamentar la presa de decisions en els diferents nivells del Sistema Nacional de Salut.
- Identificar tecnologies emergents i organitzar els procediments evaluatius de les prestacions sanitàries, tals com a informes d'avaluació, estudis de monitoratge i usos tutelats.
- Elaborar estudis prospectius sobre les necessitats sanitàries dels ciutadans i realitzar informes, estudis i anàlisis sobre perspectives i necessitats de recursos en l'àmbit del Sistema Nacional de Salut.
- Analitzar i avaluar els sistemes de finançament del Sistema Nacional de Salut i les seves necessitats econòmiques; analitzar la repercussió econòmica de l'ordenació de prestacions sanitàries, així com elaborar estudis i informes sobre l'impacte de la despesa en situació de salut i elaborar les estadístiques de despesa sanitària.
- Establir els criteris i procediments per a la designació de centres, serveis i Unitats de referència del Sistema Nacional de Salut i coordinar la integració dels mateixos amb les xarxes europees de referència.
- Promoure polítiques d'eficiència en la gestió del Sistema Nacional de Salut, el desenvolupament i la gestió del Fons de Cohesió Sanitària, del Fons de Garantia Assistencial i la gestió dels processos d'adquisició centralitzada de medicaments, productes sanitaris i tecnologia amb la intenció del Sistema Nacional de Salut.
- Gestionar l'oferta dels productes dietètics i ortoprotèsics susceptibles de finançament pel Sistema Nacional de Salut, així com les revisions dels seus imports màxims de finançament.
- Coordinar i gestionar procediments en aplicació de la normativa europea en matèria d'assistència sanitària transfronterera.
- Impulsar el desenvolupament de Xarxes Europees de Referència entre els prestadors d'assistència sanitària en el marc de la cooperació entre els Estats.
- Coordinar el sistema d'avaluació en xarxa dels medicaments d'ús humà, per a la realització dels informes de posicionament terapèutic, que han de servir com a referència per a la presa de decisions en la gestió de la prestació farmacèutica.
- Avaluar els medicaments, com a tecnologia sanitària, per a la valoració del seu finançament i per a la modificació de les seves condicions.

## Estructura
De la Direcció general depenen els següents òrgans:
- Subdirecció General de Qualitat de Medicaments i Productes Sanitaris.
- Subdirecció General de Cartera de Serveis del Sistema Nacional de Salut i Fons de Compensació.

En la gestió i manteniment de bases de dades i de la informació resultant de les mateixes en matèria de farmàcia, la Direcció general de Cartera Bàsica de Serveis del Sistema Nacional de Salut i Farmàcia actuarà en col·laboració amb l'Agència Espanyola de Medicaments i Productes Sanitaris.

### Organismes adscrits
- El Comitè Assessor de l'Hormona del Creixement i Substàncies Relacionades.
- La Comissió Nacional de Reproducció Humana Assistida.

## Titulars
- María del Sagrario Perez Castellanos (24 de gener de 2012-30 de juny de 2012)[2]
- Agustín Rivero Cuadrado (30 de juny de 2012-6 de maig de 2017)[3]
- Josefa Encarnación Cruz Martos (6 de maig de 2017-9 de juny de 2018)[4]
- Patricia Lacruz Gimeno (9 de juny de 2018-)[5]